# 72834 Guywells
72834 Guywells è un asteroide della fascia principale. Scoperto nel 2001, presenta un'orbita caratterizzata da un semiasse maggiore pari a 2,6899239 UA e da un'eccentricità di 0,1490198, inclinata di 11,94120° rispetto all'eclittica.